# Yeonsangun av Joseon
Yeonsangun av Korea, född 1476, död 1506, var en koreansk monark. Han var kung av Korea mellan 1494 och 1506.